# いろは丸賞
いろは丸賞（いろはまるしょう）は福山市競馬事務局が福山競馬場のダート1250mで施行していた地方競馬の重賞競走（平地競走）である。競走名は伊予国大洲藩（現在の愛媛県大洲市）が所有していた蒸気船「いろは丸」に由来する。

## 概要
2009年に福山競馬場のダート1600mのサラブレッド系4歳以上の中国所属馬限定の特別競走「いろは丸特別」として施行されたのが始まりで、この年から高知競馬場で行われるダートグレード競走「黒船賞」へのトライアル競走として位置付けられ、1着馬のみ黒船賞への優先出走権が与えられる。
2010年から近畿・中国・四国地区交流競走として施行、2011年に施行距離をダート1250mに変更、そして2012年に福山競馬場のダート1250mのサラブレッド系4歳以上の近畿・中国・四国所属馬の重賞競走「いろは丸賞」として格上げする形で創設された。
負担重量は2009年のみ規定重量、2010年からは別定重量である。
2012年度の賞金総額は81万円で、1着賞金60万円、2着賞金12万円、3着賞金6万円、4着賞金3万円と定められている。

## 歴史
- 2009年 - 福山競馬場のダート1600mのサラブレッド系4歳以上の中国所属馬限定の規定重量の特別競走「いろは丸特別」として施行。
- 2010年
  - この年から近畿・中国・四国地区交流競走として施行され、出走条件を「サラブレッド系4歳以上の近畿・中国・四国所属馬」に変更。
  - 負担重量を「規定重量」から「別定重量」に変更。
- 2011年
  - 施行距離を現在のダート1250mに変更。
  - 福山のシルクウィザードがコースレコード1:19.1で優勝。
- 2012年
  - 重賞競走に格上げ。
  - 名称を現在の「いろは丸賞」に変更。
  - 福山のカゼノコウテイと高知のマルハチゲティが2着同着。
- 2013年
  - 中国・四国地区交流競走として施行。

### 歴代優勝馬
| 回数  | 施行日        | 優勝馬             | 性齢 | 所属 | タイム | 優勝騎手 | 管理調教師 | 馬主     |
| ----- | ------------- | ------------------ | ---- | ---- | ------ | -------- | ---------- | -------- |
| 第1回 | 2012年2月12日 | エーシンエフダンズ | 牡8  | 園田 | 1:21.0 | 川原正一 | 橋本忠男   | 平井豊光 |
| 第2回 | 2013年2月10日 | ダイワシークレット | 牡8  | 福山 | 1:20.6 | 岡崎準   | 黒川幹生   | 寺島弘   |

※重賞競走として施行された2012年以降とする。

#### 各回競走結果の出典
- JBISサーチ、2015年1月17日閲覧
  - 2012年，2013年